# Oli Kehrli
Oli Kehrli (* 20. Mai 1976 in Bern) ist ein Schweizer Mundartmusiker und Liedermacher. Er schreibt und singt seine Lieder auf Berndeutsch und Französisch.

## Leben und Werk
Oli Kehrli wurde in Bern geboren und ist mit Berner Chansons (Berner Troubadours, Berner Trouvères, Berner Chansonniers) aufgewachsen. Mit 14 Jahren gründete er die Punkband D.A.T. – Die abgefuckten Turnschuhe. Gleichzeitig wuchs seine Begeisterung für das französische Chanson und die österreichischen Liedermacher Ludwig Hirsch und Georg Danzer.
Seinen ersten Auftritt hatte Oli Kehrli 2006 im Restaurant Juli in Bern. Seit 2007 steht ihm der Kontrabassist Tevfik Kuyas auf der Bühne an seiner Seite.
Sein Debütalbum erschien am 21. Mai 2010 unter dem Label Chop Records.
Grössere Bekanntheit erlangte er u. a. als er zusammen mit Jacob Stickelberger am 20. Juli 2013 am Gurtenfestival Bern spielte oder im Mai 2018, als er an der Meisterfeier seines Fussballvereins BSC Young Boys zusammen mit Wurzel 5, Züri West, Lo & Leduc und Manillio vor 40 000 Zuhörern auftrat.
Für sein viertes Studioalbum Vierti Rundi (2021) hatte Kehrli musikalische Verstärkung besorgt  und tourte mit seiner neuen Band durch die Schweiz.
Seine Brüder Raphael und Nicolas Kehrli waren Schweizer Fussballprofis.

## Band
- Oli Kehrli - Gitarre/Gesang
- Lukas Iselin - Piano/Akkordeon (Lo&Leduc, Manillio, Patrick Bishop, Trinidad)
- Marco Mazotti - Bass (Jester‘s Quest)
- Muso Stamm - Drums/Percussion (Tomazobi)

## Zusammenarbeit mit anderen Künstlern
Oli Kehrli arbeitete im Laufe seiner Karriere mit zahlreichen Musikern zusammen. So trat er u. a. mit Jacob Stickelberger, Pedro Lenz, Gwendolyn Masin, Guillaume Hoarau und Housi Wittlin auf.
Für seine Vinyl-Single Les passantes schloss er sich mit dem französischen Profifussballer und Spieler des BSC Young Boys Guillaume Hoarau zusammen. Gemeinsam mit der Violistin Gwendolyn Masin und Rafael Jakob interpretierten sie ein Gedicht des französischen Poeten Antoine François Pol, welches bereits von Georges Brassens im Jahre 1972 vertont wurde. Die berndeutsche Übersetzung dazu lieferte Bernhard Stirnemann.

## Diskografie

### Alben
- 2010: We Meitschi Buebe
- 2012: Am Chnoche gnage
- 2016: Zuekunftsnostalgie
- 2018: Live im BIerhübeli
- 2021: Vierti Rundi

### Singles und EPs
- 2016: Les passantes feat. Guillaume Hoarau
- 2020: Oh Corona
- 2020: Dame us dr zwöite Reihe
- 2021: Einsamkeit
- 2021: Wunsch
- 2021: Lachen
- 2022: Badzimmerspiegel
- 2023: Gäubschwarz
- 2023: Meteorit EP

### Videoclips
- 2012: Ig & my Kater
- 2012: Ds schwarze Schaf
- 2014: Darwin
- 2016: Dr wunderbarscht Mönsch
- 2016: Les passantes (feat. Guillaume Hoarau)
- 2016: Plastigg
- 2017: Lena
- 2018: 32 (feat. Tevfik Kuyas)
- 2020: Oh Corona
- 2020: Dame us dr zwöite Reihe
- 2021: Einsamkeit
- 2021: Laura